# Тимна (місто)

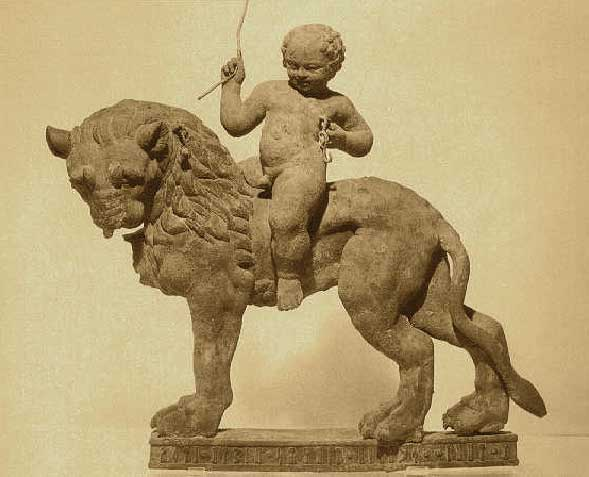
Бронзова статуя, знайдена в Тимні, 1 ст. до н. е.

Тимна (араб., تمنع) — стародавнє місто в Ємені, столиця царства Катабан; слід зазначити, що це місто відрізняється від міста в Південному Ізраїлі, що носить ту ж назву. У стародавні часи Тимна була важливим перевалочним пунктом знаменитої «дороги пахощів», за якою караванами верблюдів поставляли аравійський ладан в міста середземномор'я, найвідомішими з яких були Газа в Палестині і Петра в сучасній Йорданії.
Була зруйнована після першого завоювання Катабана хім'яритами в I ст. н. е. Після відновлення незалежності Катабану у II ст. н. е. його столиця була перенесена в місто Зат-Гайлум.
Американські розкопки в Тимні відбувалися в 1950-ті роки.
Для отримання інформації про сучасний стан міста див. Бейхані.
| Прапор Ємену | Це незавершена стаття про Ємен. Ви можете допомогти проєкту, виправивши або дописавши її. |